# Atenolol
Atenolol (u Srbiji poznat pod zaštićenim nazivom Prinorm) je selektivni antagonist β1 receptor. Ovaj lek pripada grupi beta blokatora (β-blokatora). Ta klasa lekova se prvenstveno koristi za kardiovaskularne bolesti. Uveden je 1976. Atenolol je razvijen kao zamena za propranolol u tretmanu hipertenzije. Ovaj lek deluje putem usporavanja srca i redukovanja njegovog opteraćenja. Za razliku od propranolola, atenolol ne prolazi kroz krvno–moždanu barijeru, čime se izbegavaju razne nuspojave u centralnom nervnom sistemu.

## Spoljašnje veze
- Mediji vezani za članak Atenolol na Vikimedijinoj ostavi
- Atenolol

|  | Molimo Vas, obratite pažnju na važno upozorenje u vezi sa temama iz oblasti medicine (zdravlja). |